# La vendetta di Ercole
Răzbunarea lui Hercule (titlu original:  La vendetta di Ercole, în engleză  Goliath and the Dragon   sau The Revenge of Hercules) este un film italiano-franțuzesc peplum din 1960 regizat de Vittorio Cottafavi despre eroul grec Hercule.  Rolurile principale au fost interpretate de actorii Mark Forest, Broderick Crawford, Gaby André, Philippe Hersent și Leonora Ruffo. Gimnastul și halterofilul Mark Forest debutează ca actor în acest film. Scenariul este scris de Marcello Baldi, Mario Ferrari, Marco Piccolo, Duccio Tessari și Archibald Zounds Jr. (Nicolò Ferrari). A avut premiera la 12 august 1960 în Italia.
Identitatea personajului principal a fost schimbată din Hercule în Emilius (cunoscut mai mult ca Goliat) pentru lansarea filmului în America de Nord de către American International Pictures pentru a lega filmul de pelicula anterioară din 1959 Goliath and the Barbarians (în italiană Il terrore dei barbari în care Emiliano interpretat de Steve Reeves a fost schimbat în Goliath).
Versiunea americană a fost semnificativ reeditată și conține o scenă animată stop-motion cu un dragon, scenă creată de Jim Danforth și  Wah Chang și care nu a fost parte a versiunii originale. La fel ca alte relansări American International Pictures ale unor filme italiene  sword and sandal, a beneficiat de o nouă coloană sonoră creată de compozitorul AIP Les Baxter. Versiunea americană a fost  ulterior reeditată și distribuită de Something Weird Video.

## Prezentare
Filmul începe cu intrarea lui Hercule/Goliat/Emilius în lumea de dincolo și înfrângerea mai multor monștri, printre care și Cerberus, pentru a pune mâna pe Diamantul de sânge al Zeiței Răzbunării. Mai târziu este dezvăluit că regele [Eurystheus] l-a trimis pe Hercule/Goliat în această sarcină pentru a fi sigur de moartea acestuia, totul pentru a găsi aliați care după moartea lui Hercule se vor alătura regelui într-un atac asupra Tebei antice (Boeotia) . Episodul este vag bazat pe  a douăsprezecea sarcină din Muncile lui Hercule.
Hercule se reîntoarce la soția sa [Deianira] pentru a afla că fiul său adolescent (fratele său în versiunea americană) Hyllus este îndrăgostit de Thea, fiica unui rege despre care Hercule crede că și-a ucis familia. Furios, Hercule refuză să-l lase pe Hyllus să aibă vreo legătură cu Thea. Intriganta Eurystheus  l-a convins pe Hyllus că Thea este îndrăgostită de Hercule și urzește un plan în care un Hyllus gelos îl va ucide pe tatăl/fratele său. O sclavă Alcinoe îi dă lui Hyllus o otravă pentru a i-o da lui Hercule, dar ea îi spune că este doar o poțiune pentru ca Hercule să nu mai fie îndrăgostit de Thea. Eurystheus însuși dorește să se căsătorească cu Thea și să o încoroneze ca regină. 
Planul este întrerupt de frumoasa Zeiță a Vântului care transmite avertizarea lui Thea. Hyllus încearcă s-o salveze pe Thea, dar este capturat. Când Hercules încearcă să-l salveze pe Hyllus, el salvează viața lui Alcinoe care era amenințat de un urs. Ilus trebuie să fie executat public împreună cu alții, fiind zdrobit de un elefant într-o arenă aglomerată. Hercule îl salvează.
După ce se întorc acasă, cei doi află o profeție că Hyllus va deveni Rege, dar cu prețul vieții femeii care îl iubește pe Hercule. Hercule își distruge casa și pleacă împreună cu familia sa pentru a încerca să evite profeția. Deianira își oferă viața zeilor pentru a împlini profeția pentru Hyllus. Ea este  dusă de un Centaur care seamănă cu Nessus pe care Hercule l-a rănit mortal.
Centaurul este în stare s-o ducă pe captiva Deianira prietenului său Eurystheus care intenționează mai întâi să o lase ucisă de dragonul său, apoi să o folosească ca ostatic ca să scape de răzbunarea lui Hercule. 

## Distribuție
- Mark Forest – Hercule/Goliat
- Broderick Crawford – Regele Eurystheus
- Sandro Moretti – Hyllus
- Gaby André – Ismene
- Philippe Hersent – Androclo
- Leonora Ruffo – Deianira
- Giancarlo Sbragia – Tindaro
- Wandisa Guida – Alcinoe
- Federica Ranchi – Thea
- Carla Calò – Sibyl
- Ugo Sasso – Timocleo
- Claudio Undari –  Centaur
- Salvatore Furnari – Midget

## Producție
Machiajele speciale din  La vendetta di Ercole  au fost create de artistul Carlo Rambaldi.
AIP și-a anunțat planul de a realiza o continuare a  filmului  Goliath and the Barbarians denumită  Goliath and the Dragon după un scenariu de Lou Rusoff cu Debra Paget, dar acest plan a fost anulat și în schimb au cumpărat un film italian denumit   The Vengeance of Hercules și l-au redenumit  Goliath and the Dragon după ce au adăugat o secvență animată cu un dragon.

## Lansare și primire
Filmul a avut recenzii mixte. Este listat în cartea The Official Razzie Movie Guide  a lui John Wilson, fondatorul Golden Raspberry Award, ca unul din cele mai plăcute 100 de filme proaste care au fost vreodată făcute.